# المراقبة الجماعية في روسيا
هي المراقبة المنتشرة لكامل أو جزء كبير من السكان. تشمل المراقبة الجماعية في روسيا المراقبة والاستخبارات مفتوحة المصدر واستخراج البيانات، والاعتراض القانوني وكذلك الاحتفاظ ببيانات الاتصالات.

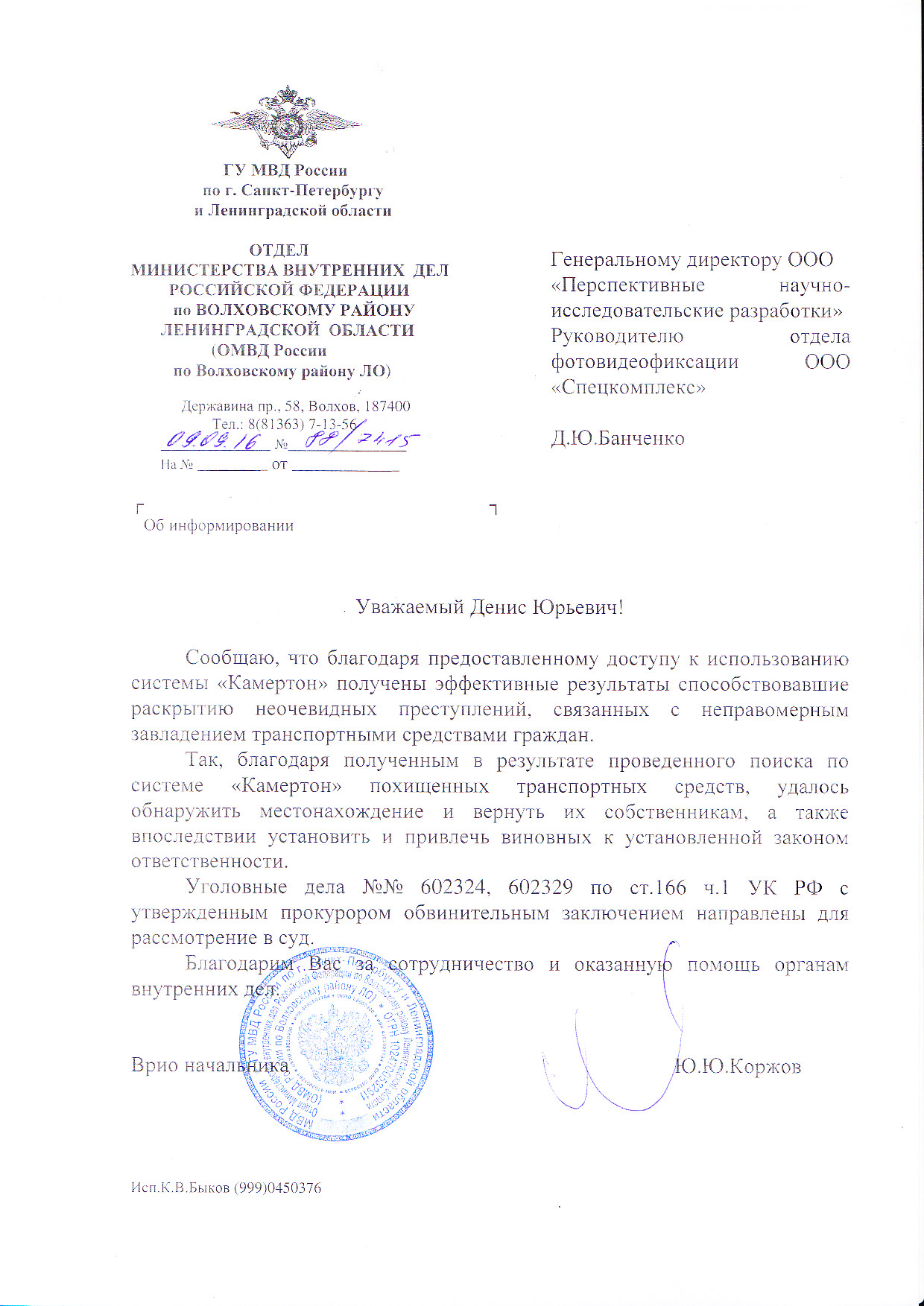
امتنان إدارة وزارة الداخلية في الاتحاد الروسي لمنطقة فولخوف لمنظمة منظور تطوير البحث العلمي لإنشاء نظام "كاميرتون"